# Upravna zadeva
Upravna zadeva je vsak primer upravnega odločanja o pravici, obveznosti ali pravni koristi fizične ali pravne osebe na področju upravnega prava.
Upravna zadeva je tako vsaka zadeva, za katero je s predpisom določeno, da organ o njej vodi upravni postopek, v njem odloča ali izda upravno odločbo ali če to zaradi varstva javnega interesa izhaja iz narave stvari.
Pojem upravna zadeva procesno opredeljuje Zakon o splošnem upravnem postopku v svojem drugem členu.